# Catasetinae
Catasetinae là một phân tông trong họ Orchidaceae. Các loài trong tông này phân bố ở các khu rừng nhiệt đới đất thấp trung và nam Mỹ lên đến độ cao 1.500 m.

## Hình ảnh

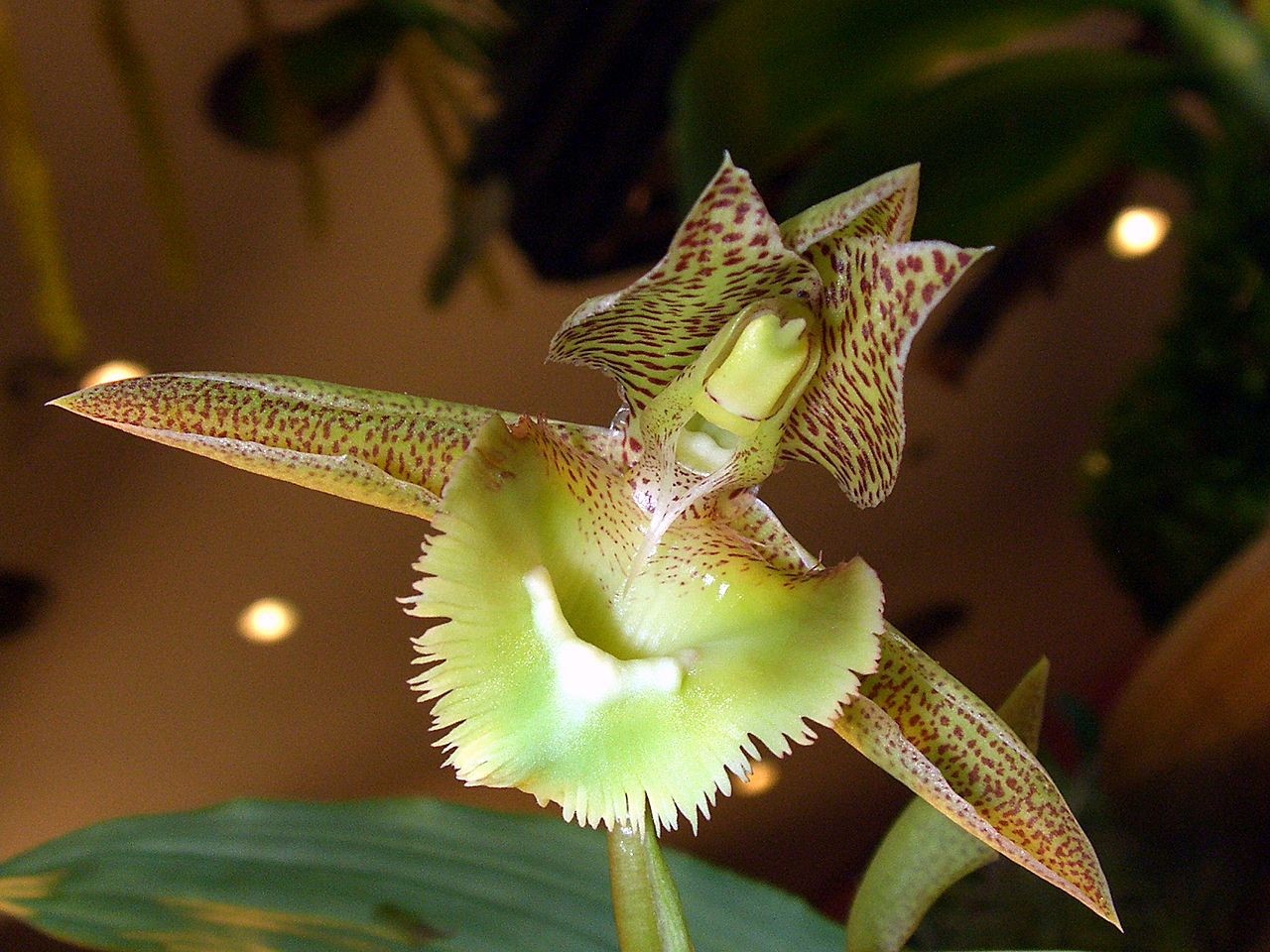

## Chi
- Catasetum (80-120 species)
- Clowesia (7 species)
- Cycnoches (some 30 species)
- Dressleria (10 species)
- Mormodes (some 70 species)

3 chi liên quan Cyrtopodium, Galeandra và Grobya – đôi khi được xếp vào phân tông riêng Cyrtopodiinae, đôi khi nằm trong tông Catasetinae này.